# Propebela scalaroides
Propebela scalaroides é uma espécie de gastrópode do gênero Propebela, pertencente a família Mangeliidae.